# Jens Pallesen Fløe
Jens Pallesen Fløe (født 27. november 1800 i Kollund ved Herning, død 22. maj 1878 i Vostrup) var en dansk landinspektør og politiker.
Fløe var søn af gårdejer Palle Christensen Fløe og bror til folketingsmand Søren Pallesen Fløe.  Han blev lærer i Rind ved Herning i 1816 og assisterede ved matrikelopmålinger og tog landmålereksamen i 1818. Fløe var vejbetjent i Vejle fra 1820 og senere assistent for landinspektør Christian Hyldgaard på Lindbjerggård ved Varde. Han blev landmåler i 1834 og landinspektør i 1836 efter at taget landinspektøreksamen året før. Han blev stiftslandinspektør for Ribe Stift i 1844 og landvæsenskommissær i Ringkøbing Amt i 1845.
Han var medlem af Den Grundlovgivende Rigsforsamling valgt i Ringkøbing Amts 4. distrikt (Herning).
Fløe blev udnævnt til kammerråd i 1845 og justitsråd i 1859.